# Pożar w więzieniu w Tangerang
Pożar w więzieniu w Tangerang – pożar, który miał miejsce 8 września 2021 roku w więzieniu w indonezyjskim mieście Tangerang. W wyniku tego wydarzenia śmierć poniosło 49 osób, a 72 zostały rannych.
Do pożaru doszło w więzieniu, które zostało przystosowane do pobytu 600 więźniów, jednak feralnego dnia przebywało w nim ponad 2000 osadzonych. Większość osadzonych stanowili przestępcy skazani za przestępstwa narkotykowe. W więzieniu przebywali również cudzoziemcy. Pożar wybuchł w sektorze C, w którym powinno przebywało 122 skazańców. O 1:45 strażników zaalarmowały krzyki więźniów, którzy zauważyli pożar. Przystąpiono do ewakuacji osadzonych z cel, jednak strażnicy zaprzestali działań po wyprowadzeniu z cel 20 osób. Podjęto decyzję o zdalnym otwarciu wszystkich cel, jednak system otworzył tylko część ze znajdujących w sektorze cel. Strażacy ugasili pożar o godzinie 3:00, a jego dogaszanie trwało do rana. W wyniku pożaru zginęło 49 osób, a 72 zostały ranne, wśród ofiar znalazło się dwóch cudzoziemców.
Za przyczynę pożaru uznaje się zwarcie instalacji elektrycznej, która nie była wymieniana od czasu wybudowania więzienia w 1972 roku.

## Ofiary pożaru
| Kraj              | Ofiary śmiertelne |
| ----------------- | ----------------- |
| Indonezja         | 47                |
| Południowa Afryka | 1                 |
| Portugalia        | 1                 |
| Razem             | 49                |